# Quintus Fabius Pictor
Quintus Fabius Pictor, född omkring 254 f.Kr., död omkring 201 f.Kr., var en romersk historieskrivare.
Fabius Pictor deltog i kriget mot gallerna 225 f.Kr. och skickades efter slaget vid Cannæ (216 f.Kr.) för att rådfråga oraklet i Delfi. Han författade ett historiskt verk om Rom, ända från Æneas tid till och med andra puniska kriget (218–201 f.Kr.), eller åtminstone början av detsamma, och begagnade antagligen för detta arbete den fabiska ättens rikhaltiga familjekrönika. Verket är skrivet på grekiska, sannolikt eftersom det prosaiska språket i Rom på den tiden inte var tillräckligt utbildat för att kunna användas i historisk framställning. Man antar dock att även en latinsk bearbetning av hans historiska verk (ombesörjd av honom själv eller av en annan Fabius) har funnits. 
Som källor använde han översteprästernas annaler sedan ungefär år 400 f.Kr., och för den äldre tiden stödde han sig på konsulslistan och återgav legenden sådan som den formulerats under de tre shalvseklen.
Livius och Dionysios från Halikarnassos omtalar Fabius som en i det hela god sagesman, varemot Polybios om honom fällt ett mindre gynnsamt omdöme. Den äldre tiden är av Fabius mera översiktligt behandlad, den senare tiden och särskilt de händelser, i vilka han själv deltagit, är däremot utförligare skildrade.